# Vasilka Stoyeva
Vasilka Stoyeva (Bulgaria, 14 de enero de 1940) es una atleta búlgara retirada, especializada en la prueba de lanzamiento de disco en la que llegó a ser medallista de bronce olímpica en 1972.

## Carrera deportiva
En los JJ. OO. de Múnich 1972 ganó la medalla de bronce en el lanzamiento de disco, con una marca de 64.34 metros, tras la soviética Faina Melnik que con 66.62 metros batió el récord del mundo, y la rumana Argentina Menis (plata).